# Boerne
La ville de Boerne (en anglais [ˈbɜrni]) est le siège du comté de Kendall, dans l’État du Texas, aux États-Unis. Sa population s’élevait à 10 471 habitants lors du recensement de 2010, estimée à 16 056 habitants en 2017.

## Démographie
| Groupe            | Boerne | Texas | États-Unis |
| ----------------- | ------ | ----- | ---------- |
| Blancs            | 90,3   | 70,4  | 72,4       |
| Autres            | 6,1    | 10,5  | 6,2        |
| Métis             | 1,7    | 2,7   | 2,9        |
| Asiatiques        | 0,8    | 3,8   | 4,8        |
| Afro-Américains   | 0,6    | 11,9  | 12,6       |
| Amérindiens       | 0,4    | 0,7   | 0,9        |
| Océaniens         | 0,1    | 0,1   | 0,2        |
| Total             | 100    | 100   | 100        |
|                   |        |       |            |
| Latino-Américains | 22,7   | 37,6  | 16,7       |

Selon l'American Community Survey pour la période 2011-2015, 85,56 % de la population âgée de plus de 5 ans déclare parler l'anglais à la maison, 13,11 % déclare parler l'espagnol, 0,64 % le français et 0,68 % une autre langue.
Entre 2012 et 2016, le revenu par habitant était en moyenne de 29 872 dollars par an, au-dessus de la moyenne du Texas (27 828 dollars) et des États-Unis (29 829 dollars). De plus, seulement 6,9 % des habitants de Boerne vivaient sous le seuil de pauvreté (contre 15,6 % dans l'État et 12,7 % à l'échelle du pays).

## Personnalité liée à la ville
Tammie Jo Shults, aviatrice, pilote militaire et instructrice, une des premières femmes à piloter sur F/A-18 Hornet. Le 17 avril 2018, elle pose en toute sécurité le Boeing 737-700 qu'elle pilotait sur le vol SW1380 après que la rupture d'une aube du moteur a provoqué la décompression accidentelle de l'appareil.

## Source
- (en) Cet article est partiellement ou en totalité issu de l’article de Wikipédia en anglais intitulé « Boerne, Texas » (voir la liste des auteurs).

1. ↑  (en) « Boerne, TX Population - Census 2010 and 2000 », sur censusviewer.com (consulté le 13 août 2016).
2. ↑  (en) « Population of Texas - Census 2010 and 2000 », sur censusviewer.com (consulté le 13 août 2016).
3. ↑  (en) « Language spoken at home by ability to speak English for the population 5 years and over », sur factfinder.census.gov.
4. ↑  (en) Bureau du recensement des États-Unis, « Boerne city, Texas; Texas; UNITED STATES », sur census.gov.